# 장릉 (고려)
장릉(長陵)은 개풍구역 청교면 장릉리에 위치한 고려 제17대 인종의 능이다. 